# Бонча Пекова
Бонча Пекова Серафимова–Тодорова е българска учителка и революционерка, деятелка на Вътрешната македоно-одринска революционна организация.

## Биография
Родена е в 1883 година в драмското село Плевня, тогава в Османската империя, днес Петруса, Гърция. Баща ѝ Пеко Серафимов е революционер на ВМОРО, четник при Гоце Делчев, убит от новите гръцки власти в 1913 година, роднина на българския възрожденец Печо Хаджиоглу. В 1901 година Бонча Пекова завършва с ΧΙ випуск Солунската българска девическа гимназия. Още като ученичка в Солун започва да изпълнява задачи за ВМОРО. По-късно участва в организирането на Илинденско-Преображенското въстание. Заловена е като куриерка на ВМОРО и е осъдена на 1 година затвор, като излежава присъдата в солунския затвор Еди куле.
Учителка е в Демирхисар в учебната 1904/1905 година, като главният учител Стефан Иванов пише за нея, че въпреки че е завършила Солунската гимназия, тя не е добре подготвена педагогически и няма такт и умение при преподаването. Работи като учителка в драмското село Просечен и по време на учителстването си там е осъдена на осем месеца арест. В 1907 година отново е осъдена за революционна дейност на още една година затвор, която отново лежи в Еди куле. След Хуриета преподава в Леринското българско училище.
След като Драмско попада в Гърция след Междусъюзническата война в 1913 година, Бонка Пекова остава да живее в Гърция. Поддържа българщината в родния си край, за което на 1 март 1941 година е интернирана в Пирея. Освободена е от германските войски и се завръща в Драма на 24 май 1941 година, където живее.
На 17 февруари 1943 година, като жителка на Драма, подава молба за българска народна пенсия, която е одобрена и пенсията е отпусната от Министерския съвет на Царство България.